# Manus (province)
Pour les articles homonymes, voir Manus (homonymie).

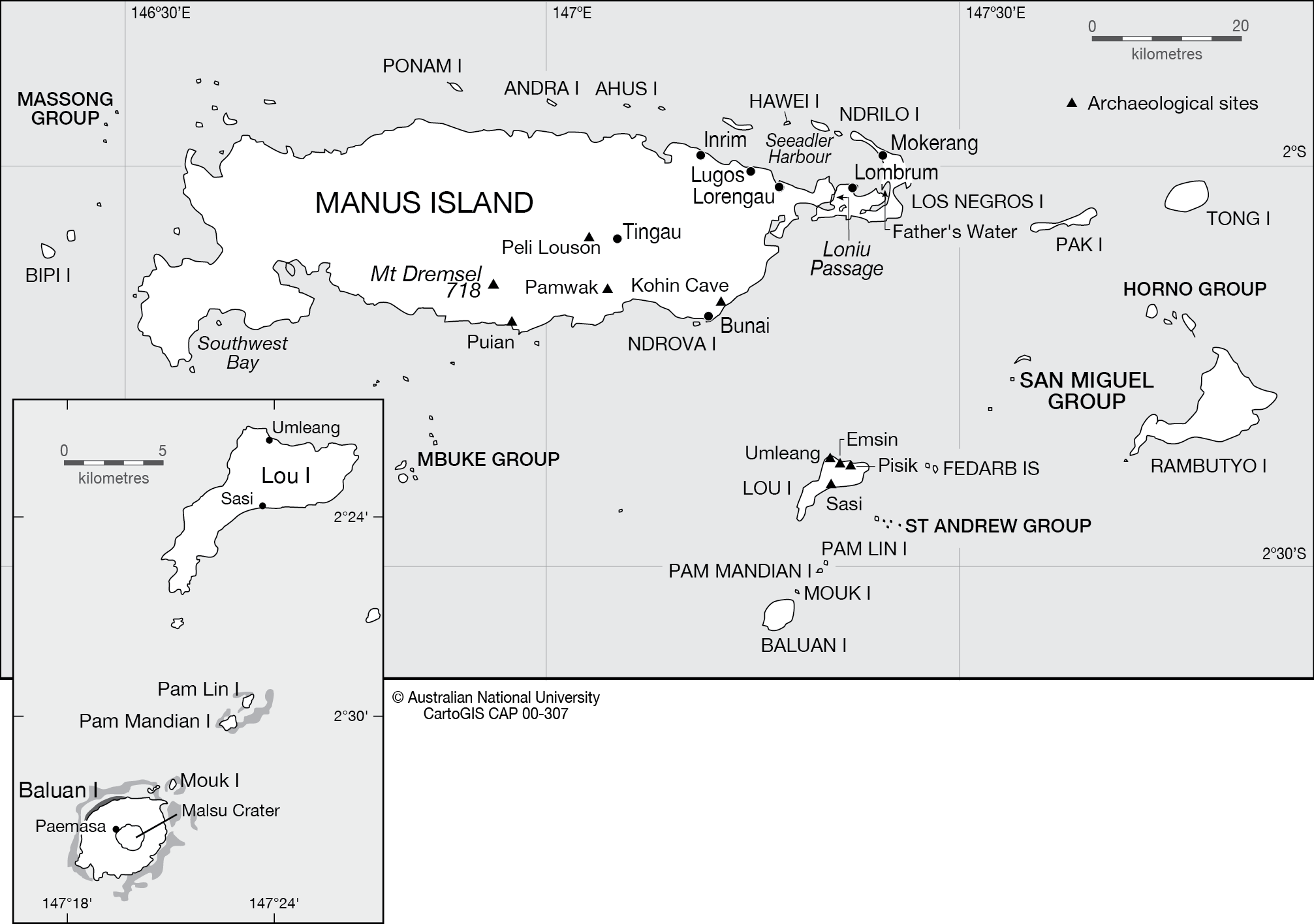
Carte détaillée de la province de Manus

Manus est la plus petite province de la Papouasie-Nouvelle-Guinée appartenant à la région des Îles et constituée des îles de l'Amirauté.

## Subdivisions
Les districts et gouvernements de niveau local de Papouasie-Nouvelle-Guinée de la province sont :
- District de Manus (Lorengau)
- GNL rural d'Aua-Wuvulu
- GNL rural de Balopa
- GNL rural de Bisikani-Soparibeu Kabin
- GNL rural de Lelemadih-Bupi Chupei
- GNL urbain de Lorengau
- GNL rural de Los Negros
- GNL rural de Nali Sopat-Penabu
- GNL rural de Nigoherm
- GNL rural de Pobuma
- GNL rural de Pomutu-Kurti-Andra
- GNL rural de Rapatona
- GNL rural de Tetidu